# Statek Bernard
Statek Bernard je původně hospodářský statek tehdejší důlní společnosti Britannia, který byl vybudován v roce 1922.
Komplex se nachází v Šachetní ulici v Královském Poříčí v okrese Sokolov v Karlovarském kraji u silnice II/181, která vede ze Svatavy do Nového Sedla a Lokte.

## Historie
Statek Bernard, by postaven poblíž zrušeného uhelného dolu Bernard v roce 1922 jako hospodářský dvůr důlní společnosti Britannia. Původně byly pozemky pronajímány. Po první světové válce se společnost chopila záměru vlastního zásobování potravinami.
Po druhé světové válce hospodářství převzaly Falknovské (Sokolovské) hnědouhelné doly. Mezi lety 1989 až 1993 zde byla výkrmna vepřů.
Statek poté chátral do doby, než si ho v roce 1994 pronajala obec Královské Poříčí za účelem rekonstrukce. Rekonstrukce zchátralých objektů proběhla v letech 2005–2006 a díky ní zde mohlo vzniknout Centrum tradičních řemesel.

## Stavební podoba
Autorem projektu byl architekt Nagl z Kolína nad Rýnem. Rozlehlý hospodářský dvůr má polygonální dispozici. Z jedné strany není architektonicky uzavřený. Statek je zajímavý zejména svým celkovým výrazem. Byl zde uplatněn klasický chebský styl hrázděných staveb. Kromě obytných a správních objektů zahrnoval dvůr ještě stáje, kůlny a stodoly. Hospodářský dvůr měl dokonce svoji vlastní mlékárnu. V těsném sousedství statku se nachází také o 15 let starší stodola.

## Služby
Statek souží především jako centrum tradičních řemesel. V jednotlivých dílnách lze nahlédnout pod ruce zkušeným řemeslníkům, anebo si sami tradiční řemeslné postupy vyzkoušet. Probíhají zde rovněž kurzy, kde je možné naučit se pracovat se dřevem nebo vyrobit vlastní svíčku.
Ve zrekonstruovaných objektech se nachází restaurace, ubytování, zookoutek, truhlárna, kavárna a pořádají se zde svatby. Součástí expozice je i naučné centrum řeky Ohře.
V zookoutku si návštěvníci mohou prohlédnout několik domácích zvířat. Chovají se zde ovce, kozy, prase, králíci, slepice a husy. Děti mohou vstoupit přímo do výběhu, zvířata si pohladit a nakrmit. Ke krmení jsou však potřeba granule zakoupené v přilehlém automatu.
V roce 2011 bylo ve dvou podlažích jednoho objektu otevřeno zábavně-naučné centrum věnované řece Ohři a jejímu okolí. Expozici vévodí model krajiny Poohří. K vidění jsou i další propracované makety zajímavostí z regionu. Naučné centrum včetně nádvoří bylo přebudováno na odpočinkovou zónu s jezírky, zurčícím potokem a modely mofet.
Poblíž statku je dětské hřiště a fotbalové hřiště TJ Baník Královské Poříčí.
Díky široké nabídce služeb je Statek Bernard oblíbeným turistickým místem.

## Galerie

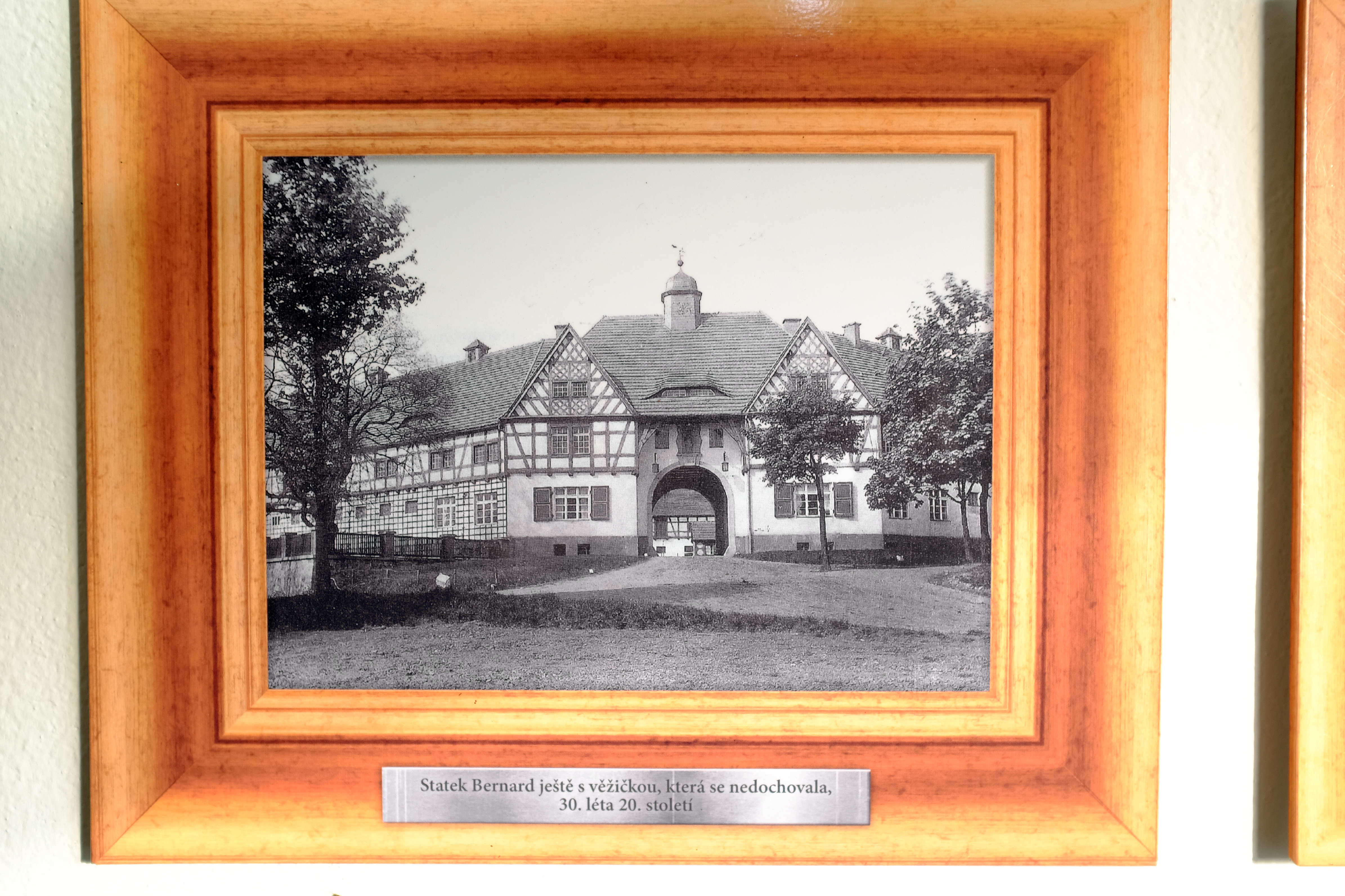
Histrorický obrázek
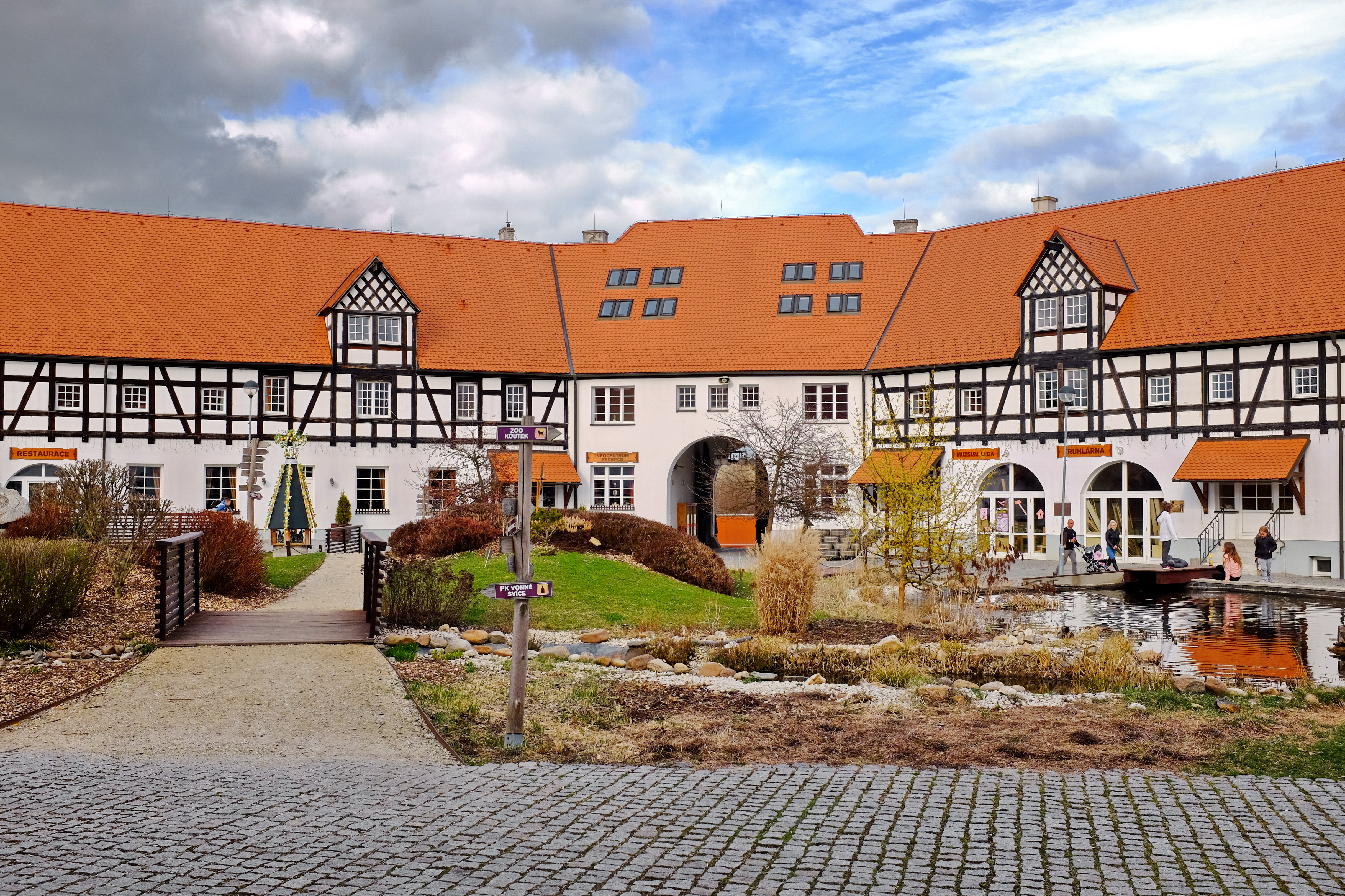
Pohled z nádvoří
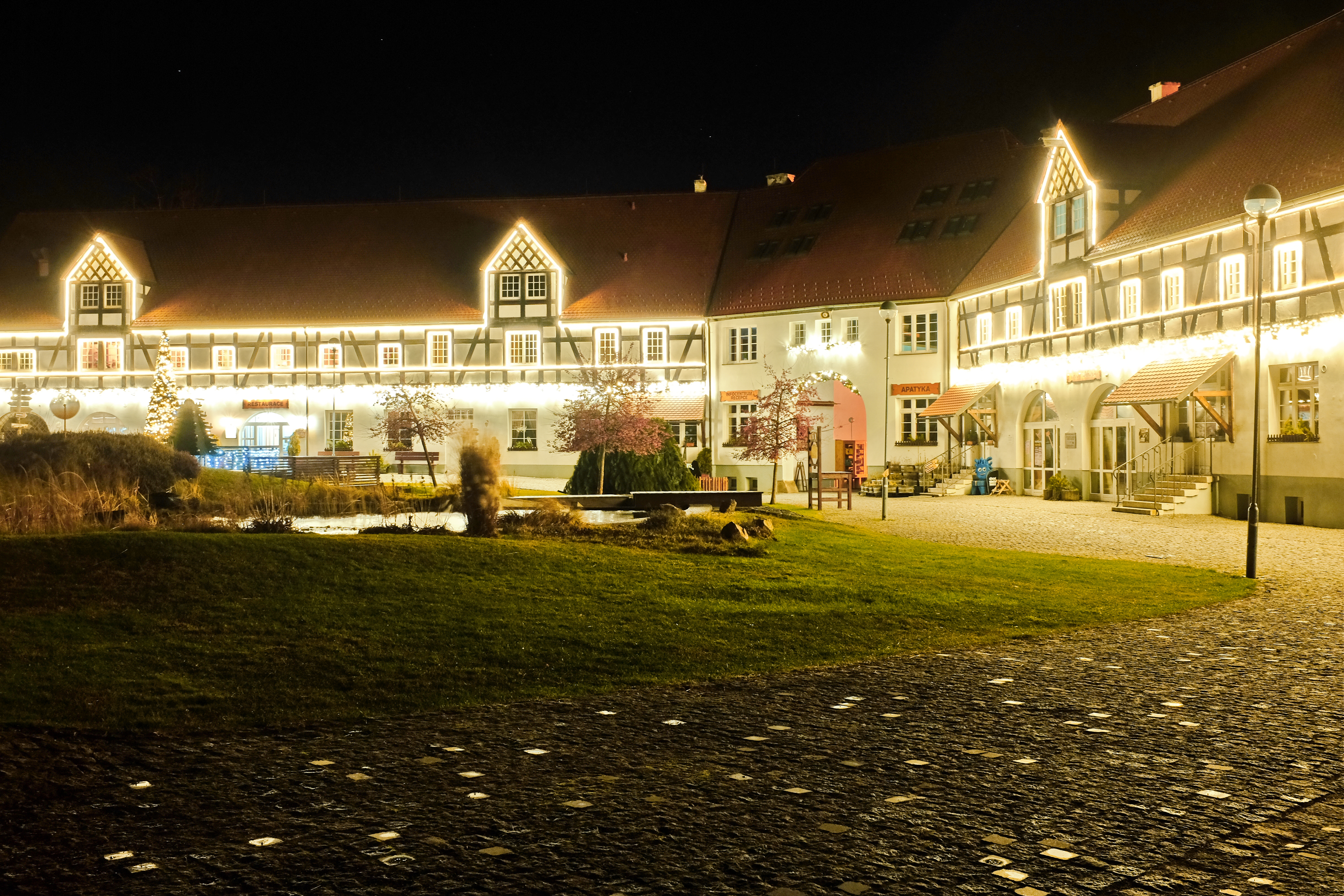
V zimě 2018
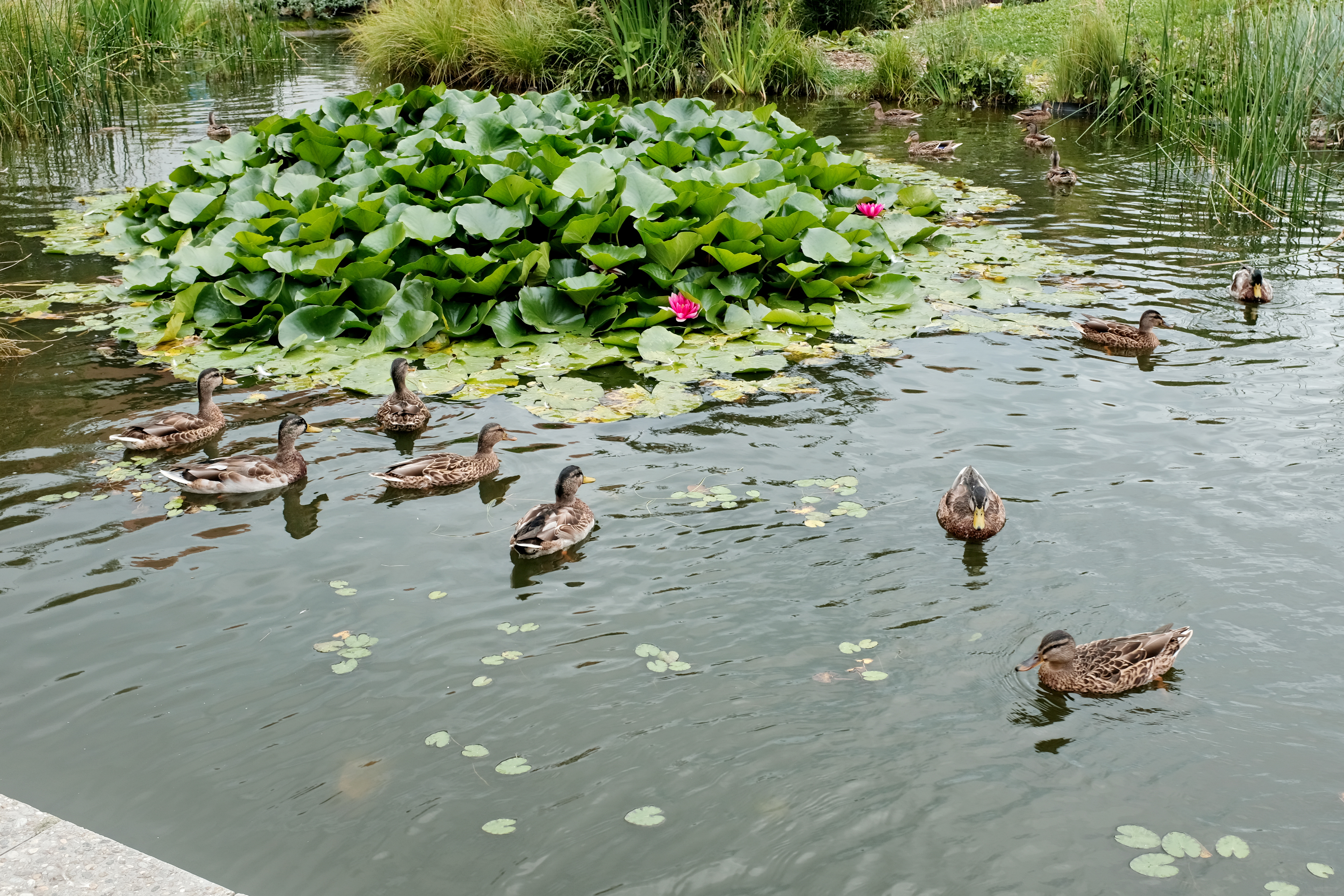
Jezírko na nádvoří
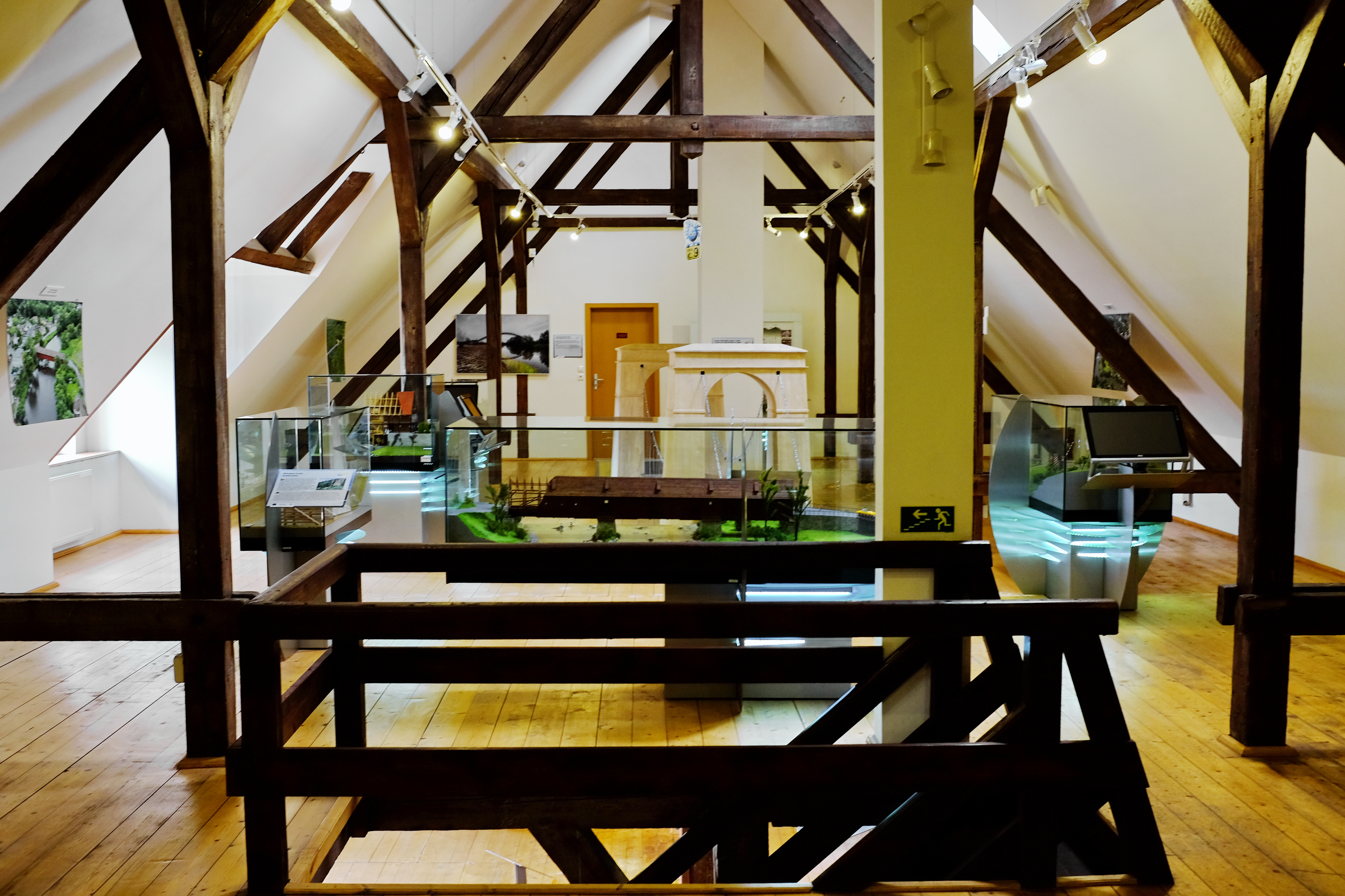
Naučné muzeum Ohře
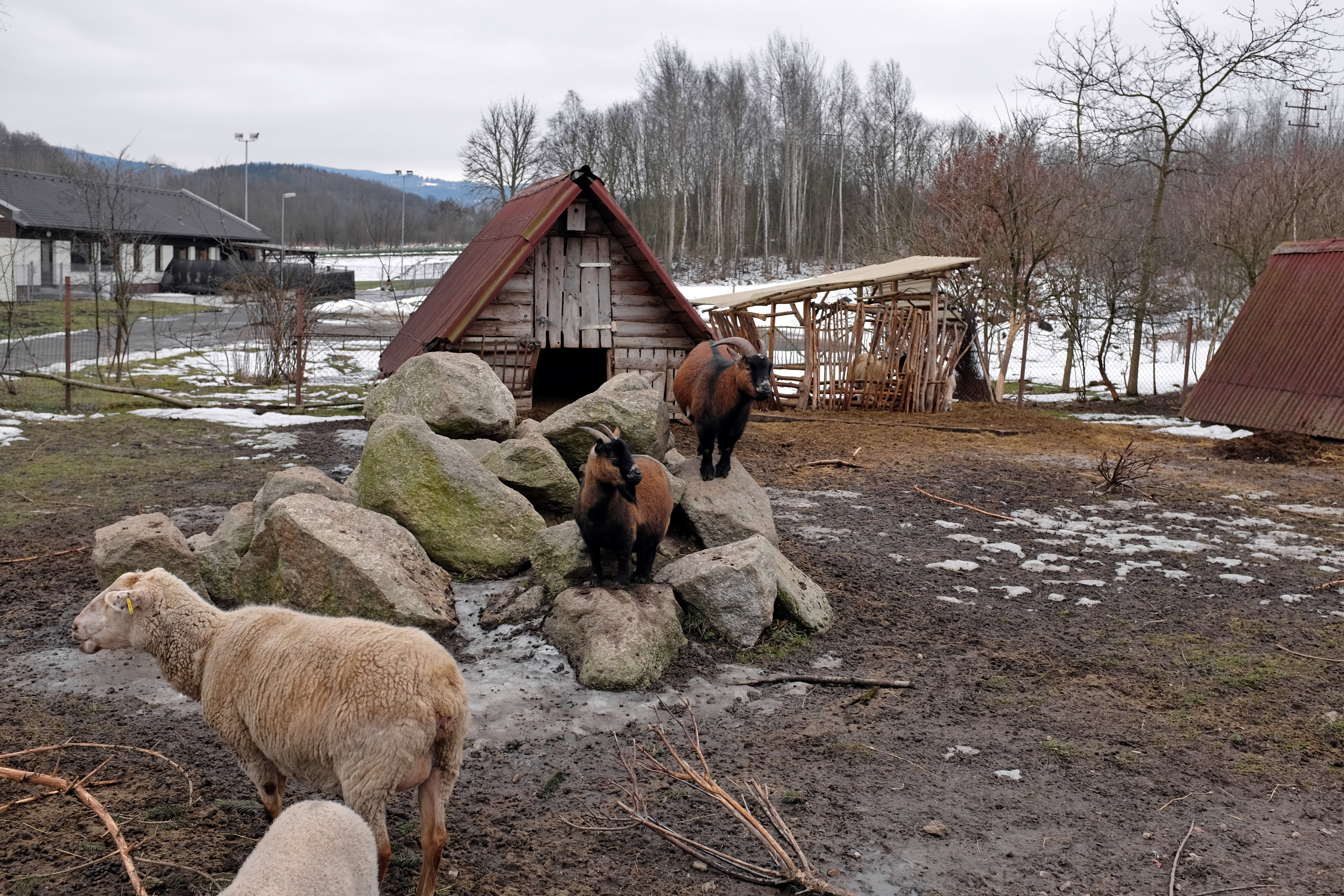
Zookoutek
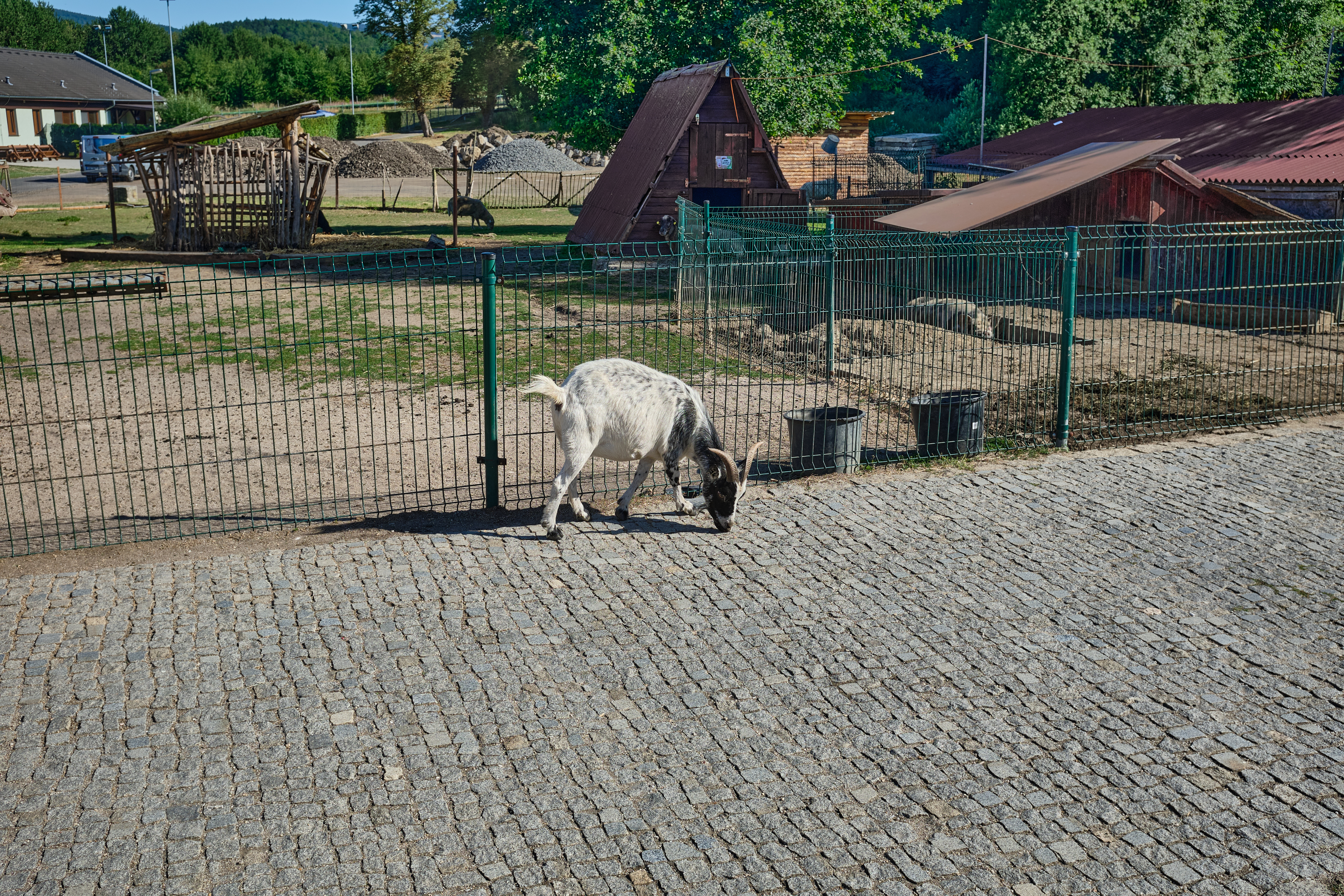
Zookoutek
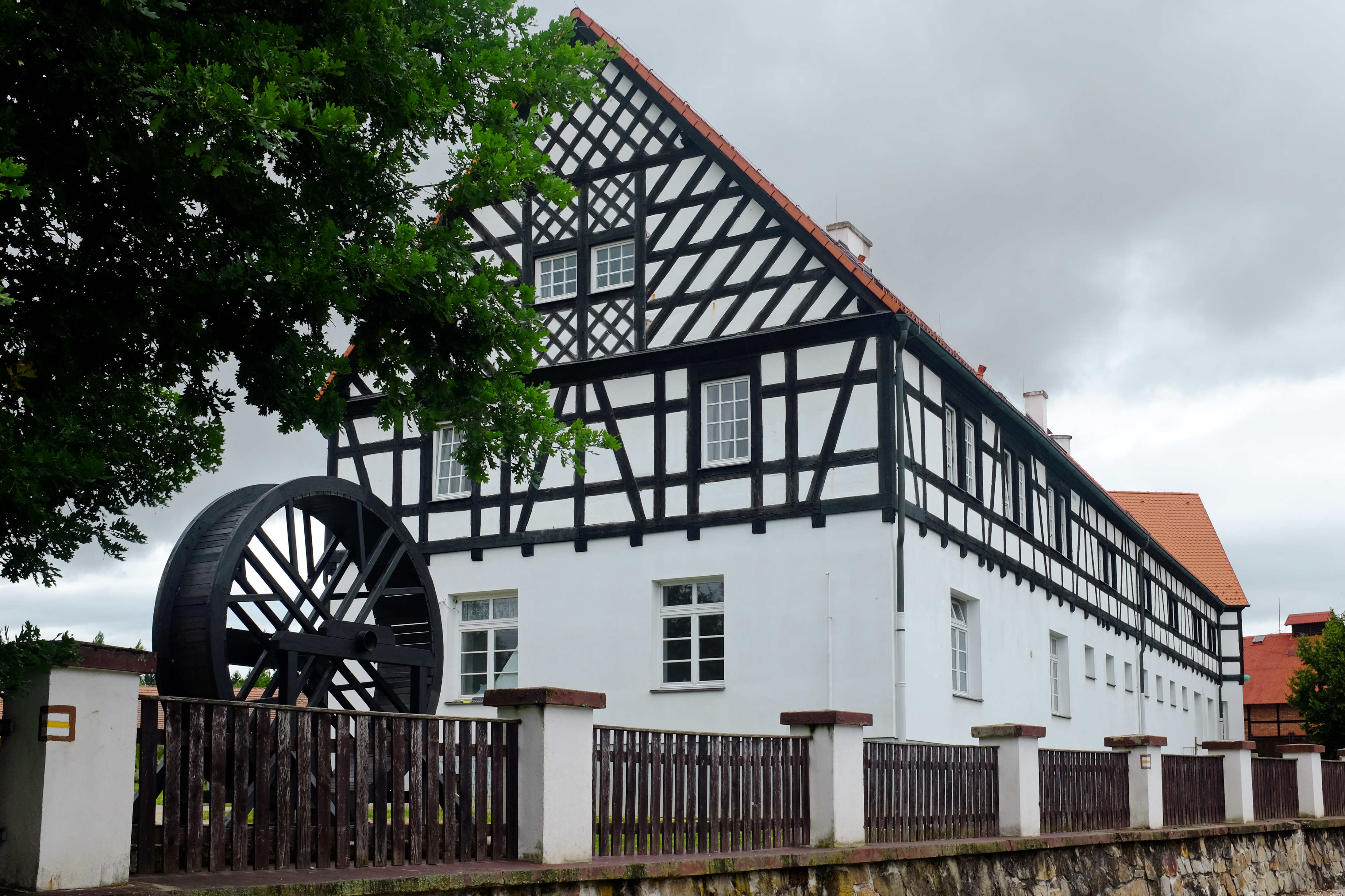
Veverčí kolo
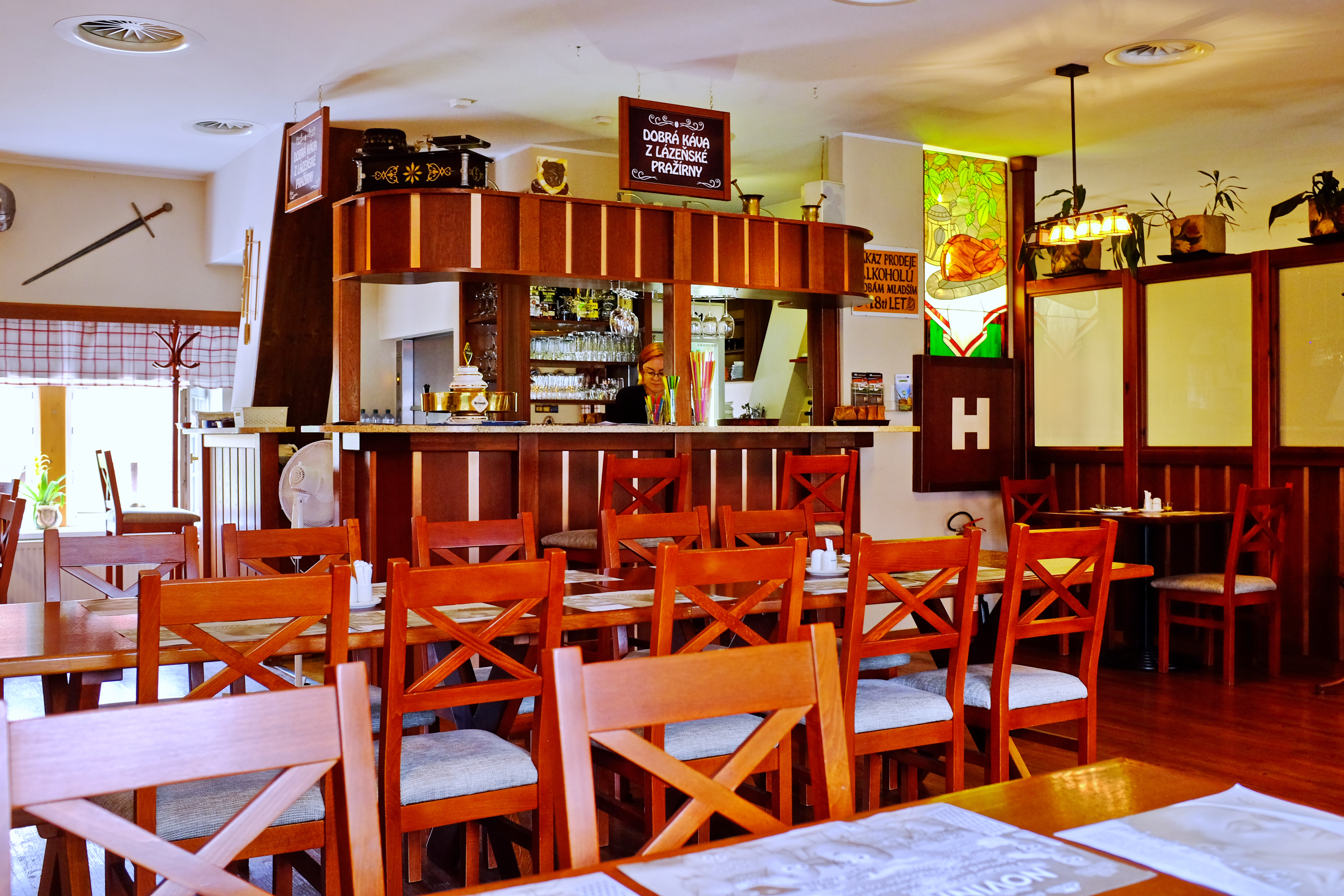
Restaurace
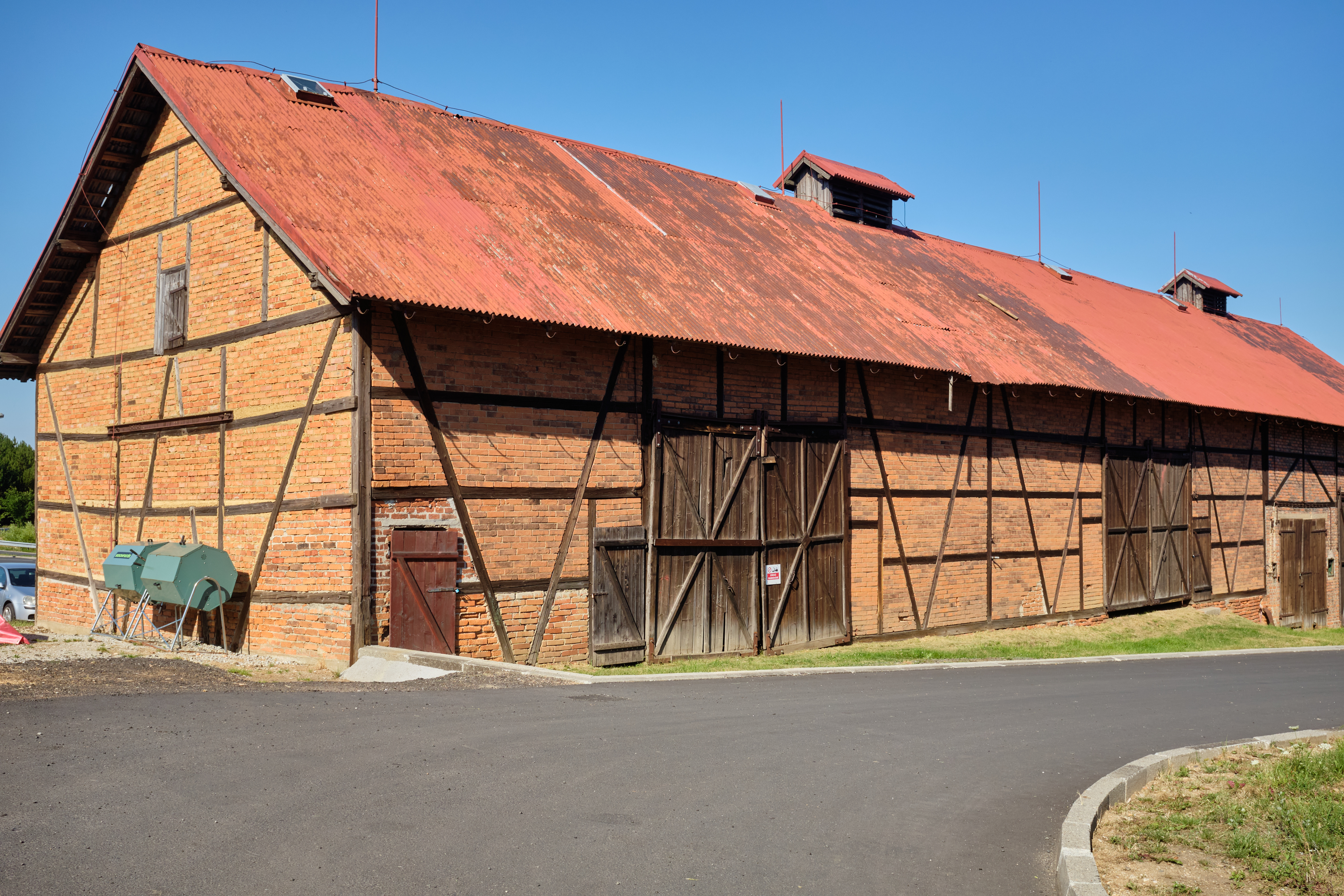
Stodola